# Sorin Grindeanu
Sorin Mihai Grindeanu (phát âm tiếng Romania: [soˈrin miˈhaj ɡrinˈde̯anu]; sinh ngày 05 tháng 12 năm 1973) là một chính trị gia Rumani người là Thủ tướng của Romania đại diện cho Đảng Dân chủ xã hội Romania theo đường hướng cánh tả và xã hội chủ nghĩa từ 4/1-29/6/2017.
Grindeanu là một thành viên của Viện đại biểu từ năm 2012 cho đến khi các cuộc bầu cử địa phương tháng 6 năm 2016, khi ông trở thành chủ tịch của Hội đồng hạt Timis.
Một thành viên của Đảng Dân chủ Xã hội, ông được đề cử bởi lãnh đạo của đảng, Liviu Dragnea, vào ngày 28 tháng 12 năm 2016 để trở thành Thủ tướng tiếp theo của Romania. Hai ngày sau, Tổng thống Klaus Iohannis chính thức bổ nhiệm ông là Thủ tướng được chỉ định. Ông nhậm chức vào ngày 04 Tháng 1 năm 2017. Ông cũng là Bộ trưởng Bộ Giao thông thuộc nội các thứ tư của Victor Ponta, giữa 17 tháng 12 năm 2014 và 17 tháng 11 năm 2015.
Vào đầu năm 2017, chính phủ của ông đã thông qua một nghị định bãi bỏ một số tội danh nhất định đối với một số hành vi sai trái chính thức, làm dấy lên các cuộc biểu tình lan rộng khiến Chính phủ của ông tan rã.